# ポール・マルヤマ
ポール・クニアキ・マルヤマ（Paul Kuniaki Maruyama、丸山邦昭、1941年10月27日 - ）は、日系アメリカ人の柔道家である。初めて柔道が正式競技となった1964年東京オリンピックに、アメリカ代表チームの一員として出場した。

## 生涯
マルヤマは1941年10月27日に、日本の東京市杉並区久我山で生まれた。父は丸山邦雄、母は日系2世のメアリー・タケダである。サンノゼ州立大学で理学士を、ハワイ大学で経営学修士を取得した。大学在学中にヨシ・ウチダから柔道を習い、チームメイトには、後に政治家となるベン・ナイトホース・キャンベルがいた。
初めて柔道が正式競技となった1964年東京オリンピックに、アメリカ代表チームの一員として出場した。代表チームのメンバーはマルヤマ、キャンベル、ジェームズ・ブレグマンで、ウチダがコーチを務めた。マルヤマは軽量級の準々決勝で、最終的に金メダルを獲得した日本の中谷雄英に敗れた。1966年、1970年、1975年には154ポンド（70キログラム）級で全米チャンピオンとなり、1966年には無差別級で2位となった。1980年モスクワオリンピック（アメリカのボイコットのため出場できず）と1984年ロサンゼルスオリンピックのアメリカ代表柔道チームのコーチを務めた。
1964年のオリンピック出場時点でマルヤマはアメリカ空軍の士官であり、退役時には大佐だった。その後、空軍士官学校で武道と日本語を教えた。また、南コロラド日米協会を共同で設立し、その会長を務めた。また、日米間の民間交流を支援するジョン万次郎ホイットフィールド財団の創設メンバーでもある。現在はコロラドカレッジで日本語とアジア学を教えている。
2013年、日本政府より旭日小綬章を受章した。

## 著書
- 『満州 奇跡の脱出 170万同胞を救うべく立ち上がった3人の男たち』 - 満州に残された約170万人の日本人の引き揚げに尽力した父・丸山邦雄ら3人について書いたノンフィクション